# Ashley (Cheshire)
Pour les articles homonymes, voir Ashley.
 (juillet 2018).
Si vous disposez d'ouvrages ou d'articles de référence ou si vous connaissez des sites web de qualité traitant du thème abordé ici, merci de compléter l'article en donnant les références utiles à sa vérifiabilité et en les liant à la section « Notes et références ».
Ashley est une localité d'Angleterre située dans le comté de Cheshire.

## Personnalités
- Thomas Assheton Smith (1752-1828), propriétaire foncier anglais et sportif polyvalent qui joue un rôle majeur dans le développement de l'industrie de l'ardoise galloise, est né à Ashley.